# Distretto di Licheng (Jinan)
Il distretto di Licheng (历城区S, Lìchéng QūP) è un distretto della Cina, situato nella provincia dello Shandong e amministrato dalla prefettura di Jinan.